# Sarah Chalke
Sarah Cassandra Chalke (Ottawa (Ontario), 27 augustus 1976) is een Canadees-Amerikaans televisie- en filmactrice die voornamelijk bekend werd als (de tweede) Becky Conner-Healy in de ABC comedy Roseanne
en later als Dr. Elliot Reid in de NBC sitcom Scrubs (in Nederland uitgezonden door Comedy Central en Net5).
Chalke is de dochter van een Canadese vader en een Duitse moeder. Ze begon op haar achtste met acteren in musicals. Op haar zestiende werd ze verslaggever voor het Canadese kinderprogramma KidZone. In 1993 nam ze de rol van Becky Conner in Roseanne over van Lecy Goranson en speelde mee in 70 afleveringen van de serie. Van 1998 tot 1999 speelde ze in de Canadese CBC Television dramaserie Nothing Too Good for a Cowboy.
In 2001 werd Chalke gecast als Dr. Elliot Reid in de NBC ziekenhuis-komedie Scrubs. Daarin was ze van seizoen 1 t/m 9 te zien als een van de hoofdpersonages. In de tussentijd verscheen ze daarbij ook negen afleveringen als Stella Zinman in How I Met Your Mother.
Chalke liet zich in april 2008 naturaliseren tot Amerikaanse.

## Filmografie
- Prop 8: The Musical (2008) - Scary Catholic School Girls From Hell
- Mama's Boy (2007) - Maya
- Chaos Theory (2007) - Paula Crowe
- Cake (2005) - Jane
- Alchemy (2005) - Samantha Rose
- XCU: Extreme Close Up (2001) - Jane Bennett
- Scrubs (2001-2010) - Dr. Elliot Reid
- Kill Me Later (2001) - Linda
- Cinderella: Single Again (2000) - Cinderella
- Spin Cycle (2000) - Tess
- All Shook Up (1999) - Katy Dudston
- Ernest Goes to School (1994) - Maisy
- How I Met Your Mother (-) - Stella
- Rick and Morty (2013-...) - Beth Smith (Stem)
- Paradise PD (2018-2022) - Gina Jabowski (Stem)
- Firefly Lane - Kate Mularkey